# Сопин, Александр Иванович
Александр Иванович Сопин (11 ноября 1949, пос. Борисовка, Курская область — 27 июля 2023) — советский физик в области лазерной техники, руководитель предприятия электронной промышленности.

## Биография
Родился 11 ноября 1949 года в пос. Борисовка Борисовского района (ныне — Белгородской области) в семье Сопина Ивана Павловича и Сопиной (Носовской) Евдокии Яковлевны.
В 1957 году пошёл в первый класс Борисовской восьмилетней школы № 3. По окончании восьмилетней школы продолжил образование в Борисовской средней школе № 1. В школе активно занимался общественной работой, был секретарём комсомольской организации школы. В годы учёбы неоднократно был победителем районных олимпиад по физике и химии. Занятия судомоделизмом и авиамоделизмом в эти годы позволили стать победителем областных соревнований по этим техническим видам и выполнить норму 1-го взрослого разряда.
С раннего детства увлекался спортом и был неоднократным победителем районных соревнований по бегу, прыжкам в высоту и длину.
После окончания средней школы работал лаборантом вечерней средней школы № 1 и учился на заочных подготовительных курсах МГУ им. М. В. Ломоносова. В 1968 году поступил на первый курс физического факультета МГУ им. М. В. Ломоносова, который окончил в 1974 году по специальности «физик».
В период учёбы активно занимался научной и общественной работой. Трижды (в 1969, 1970 и 1971 гг.) выезжал по комсомольской путёвке со студенческим строительным отрядом в Целиноградскую область Казахстана в качестве комиссара стройотряда.
Дипломная работа была выполнена в НИИ «Зенит» (г. Зеленоград) на тему исследования лазера на органических красителях с ламповой накачкой.
Действительный член МОИП, секция Биологических основ садоводства. Увлечение — северное виноградарство.

## Научная и производственная деятельность
В 1974 году после окончания физического факультета МГУ им. М. В. Ломоносова был распределён в НИИ «Зенит» на должность инженера в научно-исследовательскую лабораторию.
Провёл ряд научно исследовательских и опытно-конструкторских работ в области создания серийных и специальных лазеров на органических красителях. Был ответственным исполнителем и научным руководителем исследований в области физики и химии лазерных активных сред.
В 1987 году в НИИ прикладных физических проблем им. А. Н. Севченко (г. Минск) защитил диссертацию на соискание учёной степени кандидата технических наук (диплом ТН № 108392).
В 1989 году Постановлением ЦК КПСС и Совета министров СССР от 31 октября присуждена Государственная премия СССР в области науки и техники за разработку нового поколения лазерных активных сред и применения этой разработки в научных и прикладных исследованиях (диплом № 22204).
Автор 92 публикаций, 18 изобретений.
С 1987 года по 1997 год — главный инженер, Генеральный директор Приборостроительного Завода «Стелла» (г. Зеленоград).
Член КПСС с 1978 года, член Зеленоградского РК КПСС с 1985 года.
В 1983 году за разработку комплекса лазерной аппаратуры был награждён орденом Знак почёта (№ 1413073)

## Публикации
1. Журн.прикладной спектроскопии, 1979 г., вып.1, с.51, Исследование температурной зависимости генерационных характеристик лазера на красителях с ламповой накачкой.
2. Журн.прикладной спектроскопии, 1980 г., т.32, вып.4, с.602, Влияние способа зажигания ламп накачки на энергетические характеристики лазера на красителях.
3. Журн.прикладной спектроскопии, 1976 г., т.25, вып.2, с.229, Исследование динамики заполнения разрядом полости импульсной коаксиальной лампы с помощью магнитного зонда.
4. Журн.прикладной спектроскопии, 1977 г., т.26, вып.5, с.955, Генерация растворов нильского синего при ламповой накачке.
5. Журн.прикладной спектроскопии, 1982 г.,т.36, вып.4, с.674, Исследование лазера на красителях с ламповой накачкой при частотах повторения импульсов до 50 Гц.
6. Приборы и техника эксперимента, 1981 г. , т.4, с.265, Лазер на красителях с ламповой накачкой, работающий в режиме повторяющихся импульсов.
7. Радиотехника и электроника,1979 г.,№ 9,с.1833, Нестабильность энергии излучения лазера на красителях с накачкой коаксиальной лампой.
8. Физика твердого тела, 1982 г., т.24,с.930, Динамика страйп-доменов в двухслойных плёнках ферритов-гранатов.
9. Квантовая электроника,1990 г., т.17, номер 2, с.133, Пассивная синхронизация мод в лазере на AL2O3:Ti3+ с ламповой накачкой.
10. Авторское свидетельство № 593612 от 18.07.1975 г., Способ перестройки длины волны излучения лазера.
11. Письма в журнал технической физики, 1988 г., выпуск 7, с. 653, Новое поколение красителей спектрального диапазона 688—860 нм для лазерного возбуждения.
12. Письма в журнал технической физики, 1988 г., выпуск 7, с. 650, Новое поколение красителей спектрального диапазона 680—860 нм для лазеров с ламповой накачкой.